# Isoetes texana
Isoetes texana är en kärlväxtart som beskrevs av Singhurst, Rushing och W. C. Holmes. Isoetes texana ingår i släktet braxengräs, och familjen Isoetaceae. Inga underarter finns listade i Catalogue of Life.